# دويدة
قرية دويدة هي إحدى القرى التابعة لمركز الزقازيق في محافظة الشرقية في جمهورية مصر العربية. حسب إحصاءات سنة 2006، بلغ إجمالي السكان في دويدة 6203 نسمة، منهم 3219 رجل و2984 امرأة.

## التاريخ
قرية دويدة من القرى القديمة، حيث وردت باسم «دُويدة» في أعمال الشرقية ضمن قرى الروك الصلاحي التي أحصاها ابن مماتي في كتاب قوانين الدواوين. كما وردت في أعمال الشرقية ضمن قرى الروك الناصري التي أحصاها ابن الجيعان في كتاب «التحفة السنية بأسماء البلاد المصرية». وفي العصر العثماني ورد اسم «دويدة» في التربيع العثماني الذي أجراه الوالي العثماني سليمان باشا الخادم في عصر السلطان العثماني سليمان القانوني ضمن قرى ولاية الشرقية، وفي تاريخ 1228هـ/1813م الذي عدّ قرى مصر بعد المسح الذي قام به محمد علي باشا باسم «دويدة» ضمن قرى مديرية الدقهلية. انتقلت تبعيتها إلى مديرية الدقهلية، ثم عادت حديثًا إلى محافظة الشرقية.